# Eva Arndt-Riise
Eva Arndt-Riise   (Aarhus, 27 de novembre de 1919 - 18 de juny de 1993) fou una nedadora danesa, especialista en estil lliure, que va competir durant les dècades de 1930 i 1940.
El 1936 va prendre part en els Jocs Olímpics d'Estiu de Berlín, on va disputar dues proves del programa de natació. Fou setena en els 4x100 metres lliures, mentre en els 100 metres lliures quedà eliminada en sèries. El 1948, un cop finalitzada la Segona Guerra Mundial, va participar en els Jocs de Londres, on guanyà una medalla de plata en els 4x100 metres lliures, formant equip amb Fritze Nathansen, Karen Harup i Greta Andersen.
En el seu palmarès també destaca una medalla d'or en els 4x100 metres lliures del Campionat d'Europa de natació de 1938. En la final l'equip danès va superar el rècord del món de la distància, el qual no fou batut fins a 1952 per un combinat hongarès.